# ساوت استریم
ساوت استریم (روسی: Южный Поток) خط لوله انتقال گاز طبیعی به طول ۲۳۸۰ کیلومتر است، که از کشورهای روسیه، بلغارستان، صربستان، مجارستان، اسلوونی و اتریش عبور می‌کند. ظرفیت انتقال گاز طبیعی این خط لوله روزانه معادل ۴۵ میلیون متر مکعب می‌باشد.